# CE-direktiver
CE er en forkortelse for Conformité Européenne (den europæiske konformitetskomite). Bogstaverne CE bruges som mærke i en speciel grafisk udformning. En del elektrisk udstyr, sikkerhedsudstyr og byggeprodukter skal have et sådant certifikat og mærke. Mærket er producentens garanti for, at alle direktiver, som har med sikkerhed at gøre, er opfyldte. Mærkningen siger ikke nødvendigvis noget om produktets øvrige kvaliteter.
Materiel, som er mærket CE, kan frit omsættes inden for EU's handelsområde. En række europæiske lande, fx Norge, er ikke medlem i EU, men gennem EØS-aftalen er det meste af lovgivningen inden for EU også gjort gældende i disse lande. Seriøse fabrikanter lægger stor vægt på at overholde garantien, som ligger i mærkningen. Eksempelvis tilbagekaldte Nokia i november 2009 et stort antal batteriladere til mobiltelefoner på grund af mulig fare.
Ifølge en artikel i The Guardian blev mærket designet af Arthur Eisenmenger.